# (2574) Ladoga
(2574) Ladoga es un asteroide perteneciente al cinturón de asteroides descubierto por Tamara Mijáilovna Smirnova desde el Observatorio Astrofísico de Crimea en Naúchni, el 22 de octubre de 1968.

## Designación y nombre
Ladoga recibió inicialmente la designación de 1968 UP.
Posteriormente se nombró por el Ládoga, un lago de Europa nororiental.

## Características orbitales
Ladoga está situado a una distancia media del Sol de 2,849 ua, pudiendo acercarse hasta 2,641 ua y alejarse hasta 3,058 ua. Su inclinación orbital es 2,109° y la excentricidad 0,07328. Emplea 1757 días en completar una órbita alrededor del Sol.